# Národní portrétní galerie (Washington)
Národní portrétní galerie (anglicky National Portrait Gallery) je galerie výtvarného umění ve Washingtonu, spravovaná Smithsonian Institution. Její sbírky obsahují portréty významných postav americké historie s ohledem na význam portrétované osobnosti. Sbírka obsahuje fotografie, karikatury, obrazy, kresby a sochy.

## Stavba
Galerie se nachází chráněném památkovém centru Old Patent Office Building (nyní přejmenován na Donald W. Reynolds Center for American Art and Portraiture), která se nachází jižně od čínské čtvrti v čtvrti Penn v centru Washingtonu. Jedná se o třetí nejstarší federální budovu ve městě, postavenou v letech 1836 až 1867 z mramoru a žuly. Modelem sloupoví se stal Parthenon v Aténách v Řecku.
Budova během občanské války sloužila jako nemocnice. Pracoval tady americký spisovatel, básník a novinář; jeden ze zakladatelů moderní americké poezie Walt Whitman a své zážitky použil jako inspiraci pro dílo The Wound Dresser.

## Kolekce
Významnými sbírkovými předměty galerie je například slavný "Lansdowne" portrét George Washingtona, prezidentů a široký výběr portrétů významných Američanů ze všech oblastí života. Od svého znovuotevření 1. července 2006 se obrazárna také zaměřila na současné portréty v programu Portraiture Now, a ve svém tříletém cyklu soutěže současného portrétu Outwin Boochever Portrait Competition.

## Výstavy
V roce 2008 uspořádala Portrétní galerie samostatnou výstavu věnovanou výhradně práci fotografky Zaidy Ben-Yusufové, aby se obnovil klíčový význam její postavy z dob raného vývoje výtvarné fotografie.

## Galerie

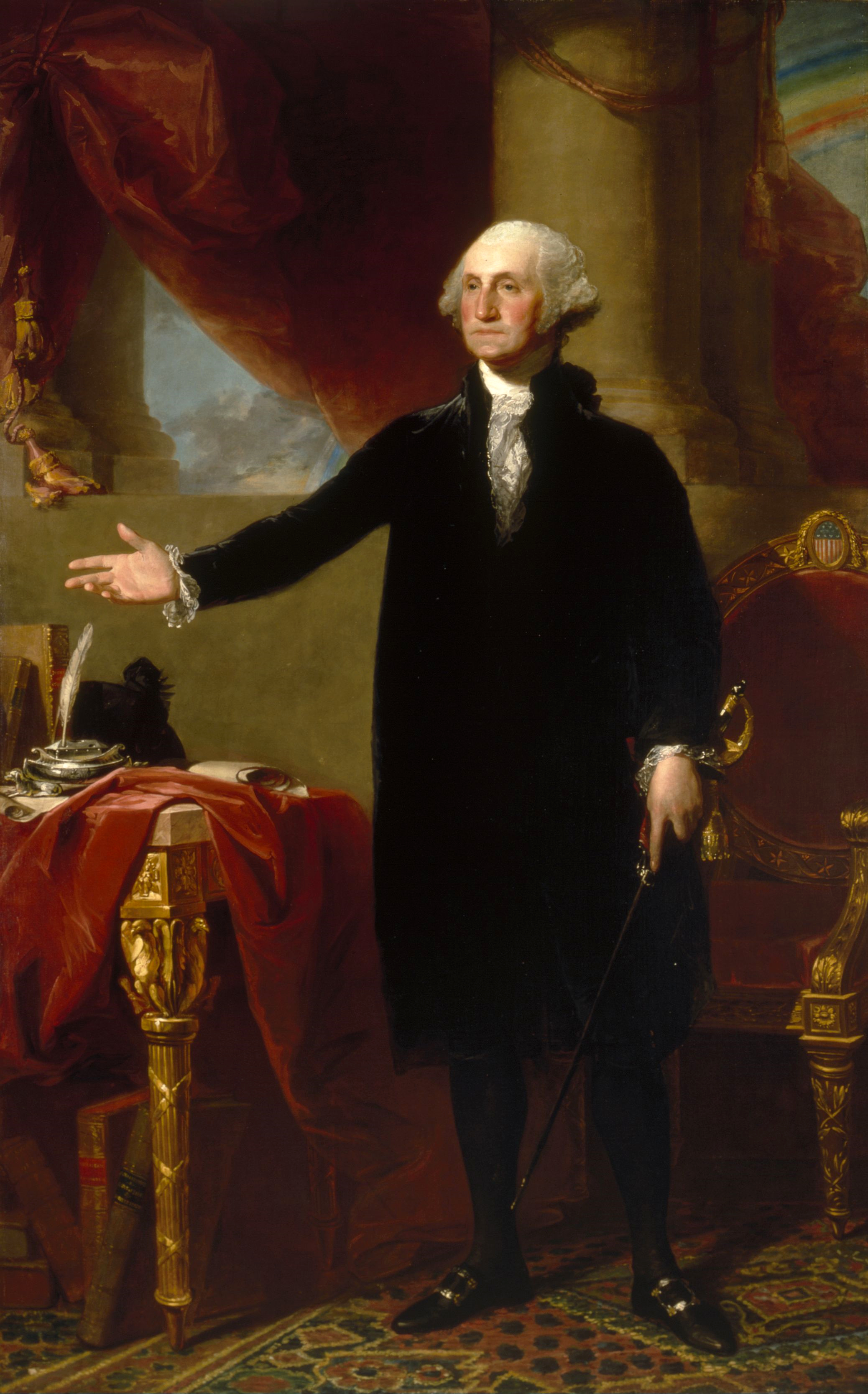
"Lansdowne" portrét George Washingtona
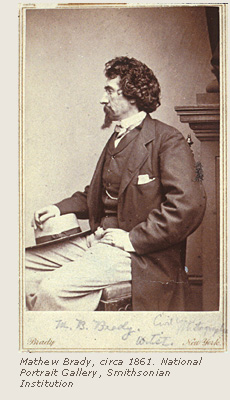
Mathew Brady, 1861
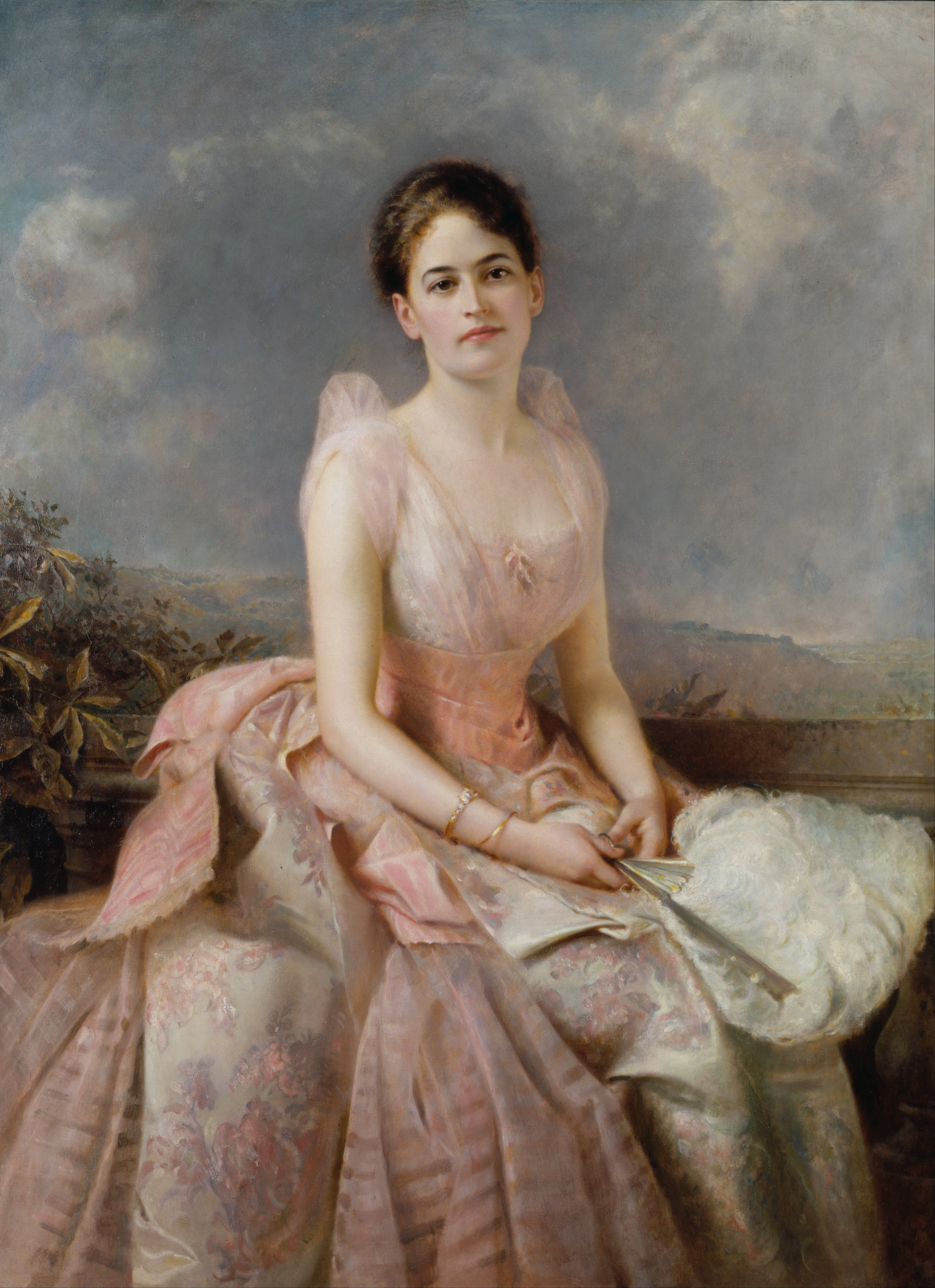
Juliette Gordon Low
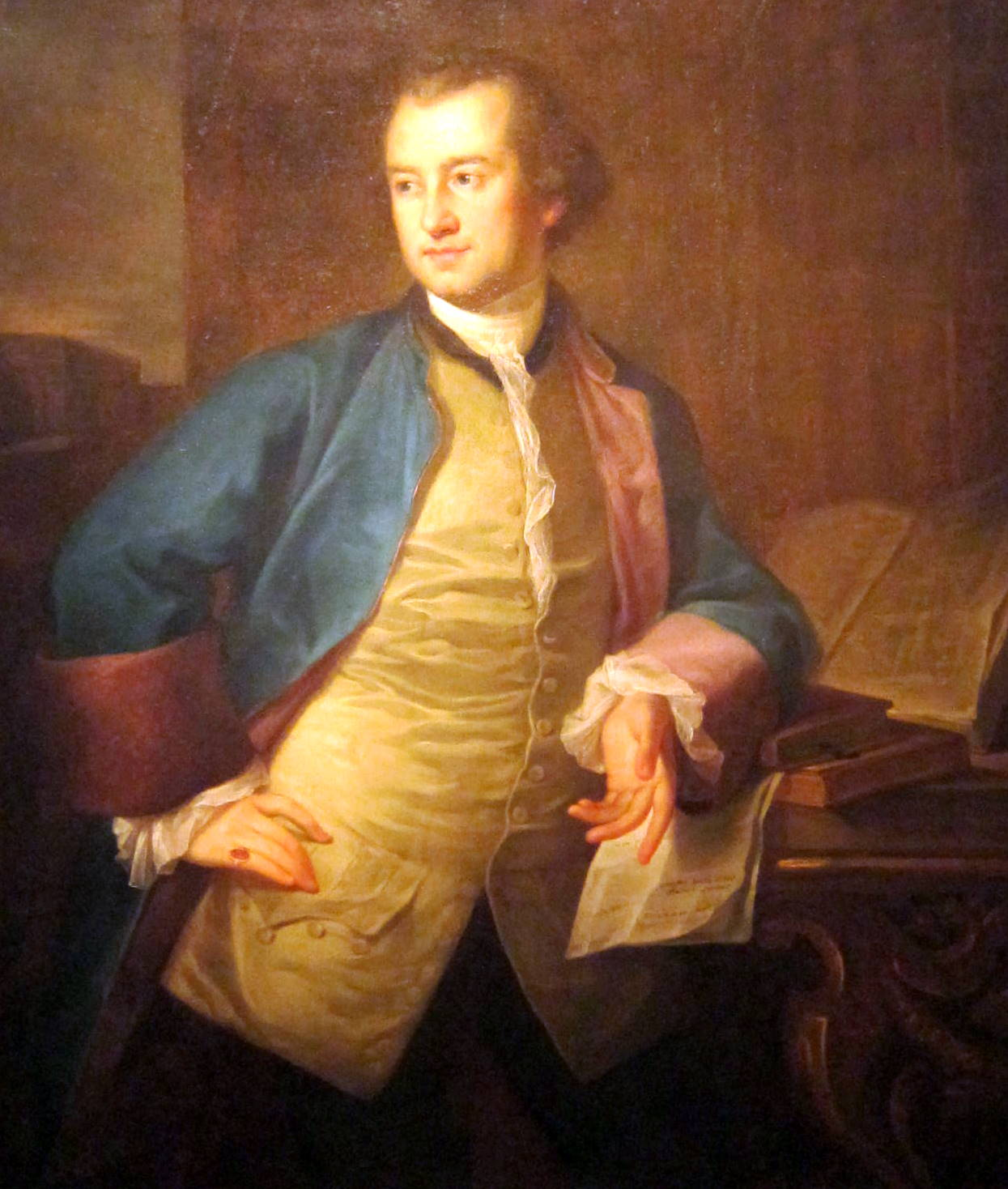
Angelica Kauffmann: John Morgan